# Adonisea krempfi
Adonisea krempfi là một loài bướm đêm trong họ Noctuidae.